# John Birch (Gitarrenbauer)
John Birch (* 1922; † 6. November 2000) war ein britischer Gitarrenhersteller aus Birmingham.
In den 1970er Jahren stellte John Birch handgearbeitete Gitarren für Künstler und Musikgruppen wie Slade, Ritchie Blackmore, Tony Iommi und Brian May von Queen her. Ebenso wurden PickUps (die Tonabnehmer) der E-Gitarren selbst hergestellt. Die bekanntesten waren Hyperflux, BiFlux und Magnum.